# Shadow King
De Shadow King is een fictieve superschurk uit de strips van Marvel Comics, en een vijand van de X-Men. Hij werd bedacht door Chris Claremont en John Byrne, en verscheen voor het eerst in Uncanny X-Men #117 (januari 1979).
Shadow King is een mutant met sterke telepathische krachten.

## Biografie
Amahl Farouk was in Caïro de leider van een straatbende waar ook de jonge Storm lid van was. Hij werd echter geconfronteerd door Charles Xavier, die een telepathisch gevecht met hem aanging. Dit gevecht doodde Farouk fysiek, en zijn geest werd gevangen op het astrale niveau. Dit gevecht zorgde er ook voor dat Charles Xavier besefte wat voor bedreiging slechte mutanten vormden, en zijn team van X-Men samenstelde.
Vanaf het astrale niveau plande Farouk, die zich nu Shadow King noemde, zijn wraak. In de loop der jaren nam hij verschillende lichamen over zoals dat van Karma. Ook jaagde hij op Storm, die door toedoen van de mutantenjager Nanny weer veranderd was in een kind. Hij werd uiteindelijk geconfronteerd door zijn oude vijand Charles Xavier, die inmiddels weer kon lopen. Een tweede gevecht tussen de twee vond plaats waarbij Charles Shadow King blijkbaar doodde, maar zelf weer invalide raakte.
Shadow King verscheen opnieuw nadat hij de Afrikaanse stam die Storm ooit als godin aanbad had overgenomen. Hij wist de X-Men mentaal gevangen te zetten, en ging het gevecht aan met Psylocke, die hem wist te verslaan. Ze offerde haar telepathische gaven op om Shadow King gevangen te zetten op het astrale niveau. Hij wist echter te ontsnappen na Psylocke’s dood. Hij wilde Rogue veranderen in zijn nieuwe koningin. Zij had echter Psylocke’s psionische krachten verkregen en wist hem te verslaan.
Shadow King bezocht hierop een alternatief universum en nam controle over het X-Men team van die wereld, dat hij hierna de "Dark X-Men" noemde. Nadat Scarlet Witch veel mutanten machteloos maakte drongen Shadow King en zijn Dark X-Men deze wereld weer binnen.
Shadow King verscheen korte tijd daarna in Londen in het lichaam van de slechte alternatieve versie van Professor X. Hij bevocht de weer tot leven gebrachte Psylocke en het New Excalibur team. Toen Psylocke Shadow King de genadeslag gaf, verdween ze in een lichtflits.

## Krachten en vaardigheden
Shadow King is een zeer sterke telepaat. Er werd ooit beweerd dat alleen Professor X hem overtrof, maar dat lijkt inmiddels veranderd te zijn aangezien er meerdere telepaten zijn geïntroduceerd in de strips. Hij kan het astrale niveau beheersen, iets dat alleen de sterkste telepaten kunnen, en vanaf daar de gedachten van anderen beheersen.

## Shadow King in andere media
- Shadow King verscheen in twee afleveringen van de X-Men animatieserie uit de jaren 90. Ook hier dwong hij via zijn krachten kinderen, waaronder de jonge storm voor hem te werken als dieven. Hij werd verslagen door Xavier en verbannen naar het astrale niveau. Hij ontsnapte tijdelijk en nam bezit van Storm’s peetzoon Mjnari. Hij werd wederom verslagen en gevangen door Professor X. Hij ontsnapte een tweedemaal toen Professor X door een ongeluk mentaal verzwakt werd. Hij nam Professor X’ lichaam over en zette Professor X gevangen op het astrale niveau. Hij werd uiteindelijk verslagen toen Jean Grey de professor te hulp kwam.

- Shadow King was een vijand in het videospel X-Men Legends.

- Shadow King is de kwade geest in het hoofd van David Haller in de serie Legion.